# スキージャーナル
スキージャーナルは、スキージヤーナル株式会社が発行していたスキー専門誌（月刊）である。
1966年に冬樹社から創刊。ウィンタースポーツであるスキーの月刊誌ということもあり当時としては画期的なオピニオンリーダー的な存在であった。1970年代に冬樹社から独立し創立されたスキージヤーナル株式会社が発行元となり現在に至る。競技情報を始め、レッスンなどスキーに関する様々な情報を掲載。シーズンオフはニューモデル最新情報などを扱っている。発売日は、毎月10日。雑誌に付属していたスキー教本は全日本スキー連盟の公式本としても使用されていた。
2018年1月号をもって休刊し、発行元のスキージヤーナル株式会社も倒産した。